# Atrichopogon sichotensis
Atrichopogon sichotensis är en tvåvingeart som beskrevs av Remm 1971. Atrichopogon sichotensis ingår i släktet Atrichopogon och familjen svidknott. Inga underarter finns listade i Catalogue of Life.